# Jean-Baptiste Sanfourche
Jean-Baptiste Sanfourche (n. 28 mai 1831, Cénac, Aquitaine, Franța – d. 1860) este un arhitect francez.